# Рипинка
Репи́нка (інша назва — Рипинка) — річка в Українських Карпатах, у межах Міжгірського району Закарпатської області. Права притока Ріки (басейн Тиси).

## Опис

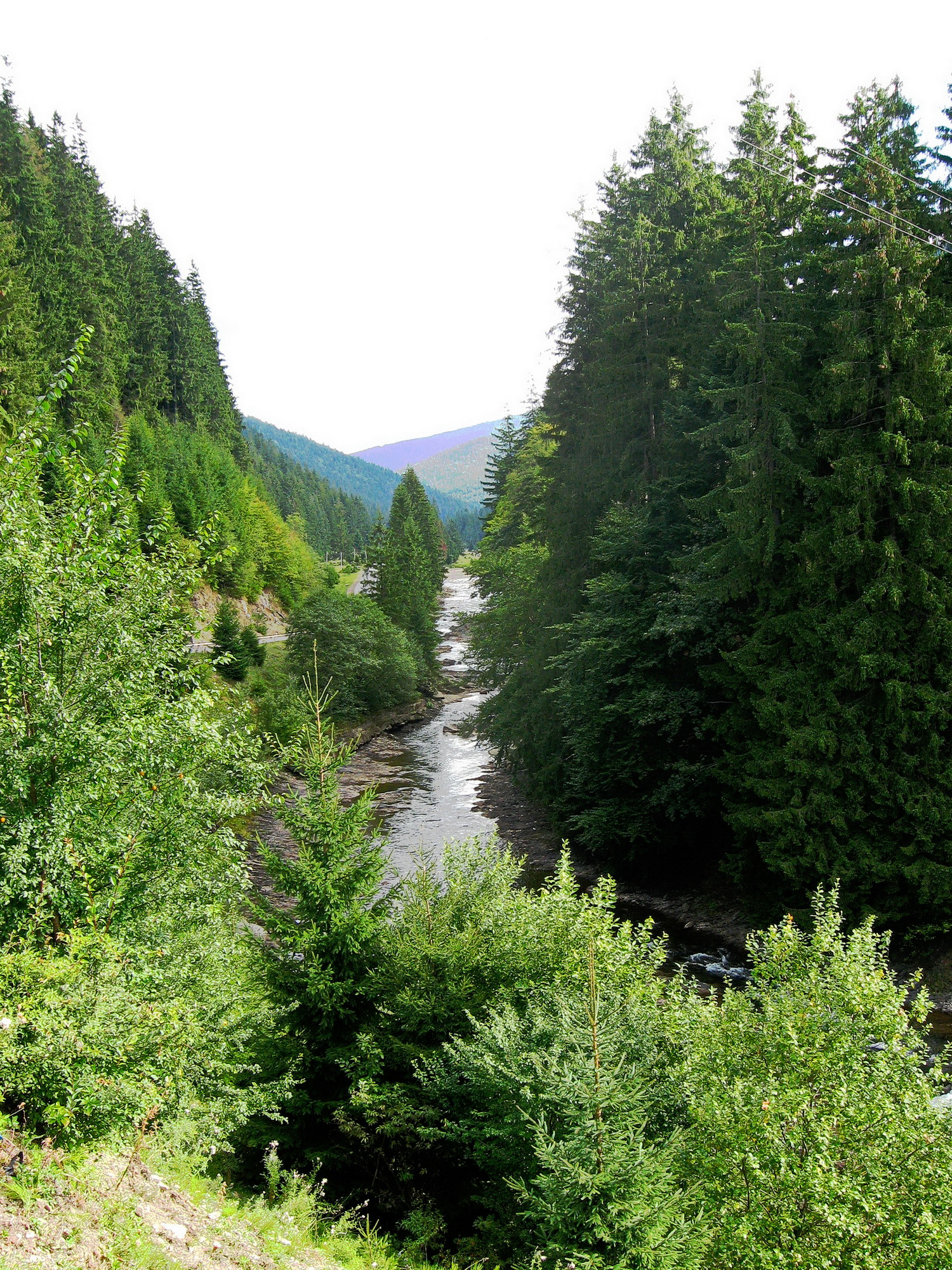

Довжина 29 км (разом з річкою Студений), площа басейну 222 км². Долина V-подібна, ширина заплави 60—100 м (найбільша — 250 м). Річище звивисте, розгалужене, є острови. Поблизу села Репинного — дві порожисті ділянки. Похил річки 5,2 м/км.

## Розташування
Репинка утворюється злиттям річок Пилипець (з водоспадом Шипіт) і Студений у селі Пилипець. Тече на південний схід Воловецько-Міжгірською верховиною. Впадає до Ріки в селі Сойми (на північ від смт Міжгір'я). 
Протікає через такі села: Пилипець, Ізки, Келечин, Репинне, Сойми.